# Piechy (Ukraina)
Piechy (ukr. Пехи) – wieś na Ukrainie w rejonie kowelskim, w obwodzie wołyńskim. W II Rzeczypospolitej miejscowość wchodziła w skład gminy wiejskiej Szack w powiecie lubomelskim województwa wołyńskiego.
Do 2020 w rejonie szackim.